# Raúl Ruiz
Raúl Ruiz ou Raoul Ruiz (Puerto Montt, 25 de julho de 1941 – Paris, 19 de agosto de 2011) foi um cineasta chileno radicado em França, país no qual se exilou quando ocorreu o Golpe de Estado no Chile em 11 de setembro de 1973.
Fez parte de uma geração de cineastas chilenos politicamente comprometidos, como Miguel Littín e Helvio Soto. Mas aos poucos foi sendo considerado um autor distinto, que criava filmes cada vez mais criativos, surrealistas, irónicos e experimentais. É, por muitos, considerado o cineasta chileno mais importante da história.

## Filmografia (cineasta)

### No Chile
- 1964: La Maleta - media-metragem
- 1967: El tango del viudo
- 1968: El Retorno - media-metragem
- 1968: Tres tristes tigres
- 1969: Militarismo y tortura
- 1970: La colonia penal
- 1971: Nadie dijo nada
- 1971: Ahora te vamos a llamar hermano
- 1972: Los minuteros
- 1972: Poesía popular: la teoría y la práctica
- 1972: La expropiación
- 1973: El realismo socialista
- 1973: Palomita Blanca

### Em França
- 1974: Diálogos de exiliados
- 1977: Colloque de chiens, curto-metragem
- 1977: La Vocation suspendue
- 1977: Utopía, o El cuerpo disperso y el mundo al revés
- 1978: L'Hypothèse du tableau volé
- 1979: Jeux, vídeo para o G. Pompidou)
- 1981: Le Territoire
- 1981: El techo de la ballena
- 1983: Les Trois couronnes du matelot
- 1983: La Ville des pirates
- 1984: Point de fuite
- 1985: L'Île au trésor
- 1985: L'Éveillé du pont de l'Alma
- 1986: Dans un miroir
- 1990: The Golden Boat
- 1992: La soledades
- 1993: Fado majeur et mineur
- 1995: À propos de Nice, la suite - Curta-metragem (Promenade)
- 1995: Trois vies et une seule mort
- 1996: Généalogies d'un crime
- 1998: Le Temps retrouvé
- 1998: Jessie (Shattered Image)
- 2000: Combat d'amour en songe
- 2000: Comédie de l'innocence
- 2001: Les Âmes fortes
- 2002: Cofralandes, rapsodia chilena
- 2002: Ce jour-là
- 2003: Une place parmi les vivants
- 2004: Journée à la campagne
- 2005: Le Domaine perdu
- 2005: Klimt
- 2007: To Each His Cinema (Chacun son cinéma ou Ce petit coup au coeur quand la lumière s'éteint et que le film commence)
- 2007: La Recta Provincia
- 2008: Litoral, cuentos del mar
- 2008: Nucingen Haus
- 2009: A Closed Book
- 2010: Mistérios de Lisboa.